# Khalwatiyya
L'Ordine della Khalwatiyya (in arabo ﺧﻠﻮﺗﻴـة‎?; in turco, Halvetiye) è una confraternita islamica sufi. Con la Naqshbandiyya, la Qadiriyya e la Shadhiliyya è tra gli ordini mistici più famosi. L'Ordine prende il suo nome dalla parola araba khalwa, che significa “metodo di abbandono o isolamento dal mondo per fini mistici”.

## Storia

### L'Ordine della Khalwatiyya
L'Ordine fu fondato da Zahīr al-Dīn ʿUmar al-Khalwatī (nato in data sconosciuta a Lāhij, nel Gilan, e morto a Tabriz nel 1397) nella città khorasanica di Herat (oggi Afghanistan occidentale) ma si diffuse soprattutto in Turchia dal XIV secolo, acquistando particolare importanza nel periodo ottomano. In tale epoca furono numerosi gli scienziati e gli artisti che fecero parte di tale confraternita.
Tuttavia fu il discepolo di ʿUmar, Yaḥyā Shirvānī, a istituire la cosiddetta “Via Khalwati”. Costui redasse il Wird al-Sattar, un testo devozionale letto da pressoché tutti i membri dell'Ordine della Khalwatiyya.
L'Ordine della Khalwatiyya è famoso per il rigido addestramento rituale dei suoi dervisci e per l'enfasi data all'individualismo. In particolare, l'Ordine promuove l'ascetismo individuale (zuhd) e il "ritiro" (khalwa), differenziandosi dagli altri Ordini del tempo. L'Ordine è considerato una delle scuole ispiratrici di molte altre confraternite sufi.

### Riforma della Jerrahi Halveti

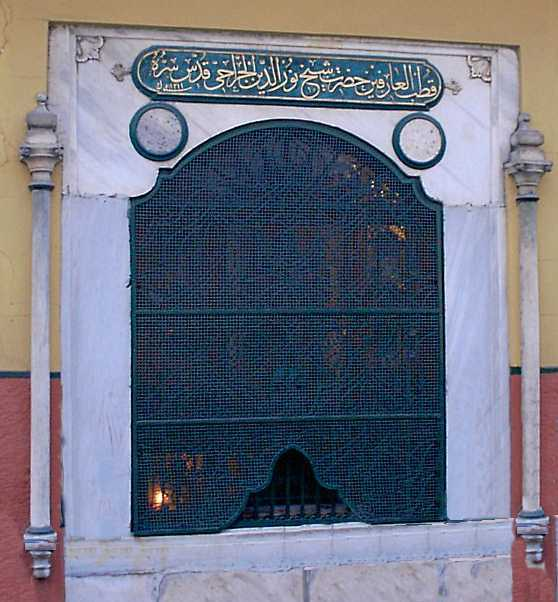
Tomba del maestro sufi Nur al-Din al-Jarrāhī a Istanbul

La riforma della Khalwatiyya Jerrahi nacque per opera del maestro turco Nurettin Jerrahî (1678-1721) nel 1704.
La Dergha centrale (casa madre), fondata durante il regno di Bayazit II (1481-1512) si trova ad Istanbul ma è rappresentata in ogni continente da decine di migliaia di appartenenti all'Ordine: tradizionalmente appartenenti alle professioni dei medici, degli psicologi, degli insegnanti e alla categoria degli artisti.
In Italia la Dergha si trova a Milano ed è stata guidata da Gabriele Mandel Khan, autore di vari libri di mistica islamica, alla cui morte nel 2010 è subentrato l'attuale Califa Mohsen Mouelhi.
Una delle tante riforme liturgiche di questa confraternita islamica è la Sammaniyya.